# Solanum involucratum
Solanum involucratum är en potatisväxtart som beskrevs av Carl Ludwig von Blume. Solanum involucratum ingår i släktet skattor som ingår i familjen potatisväxter. Inga underarter finns listade i Catalogue of Life.